# 輪 (数学)

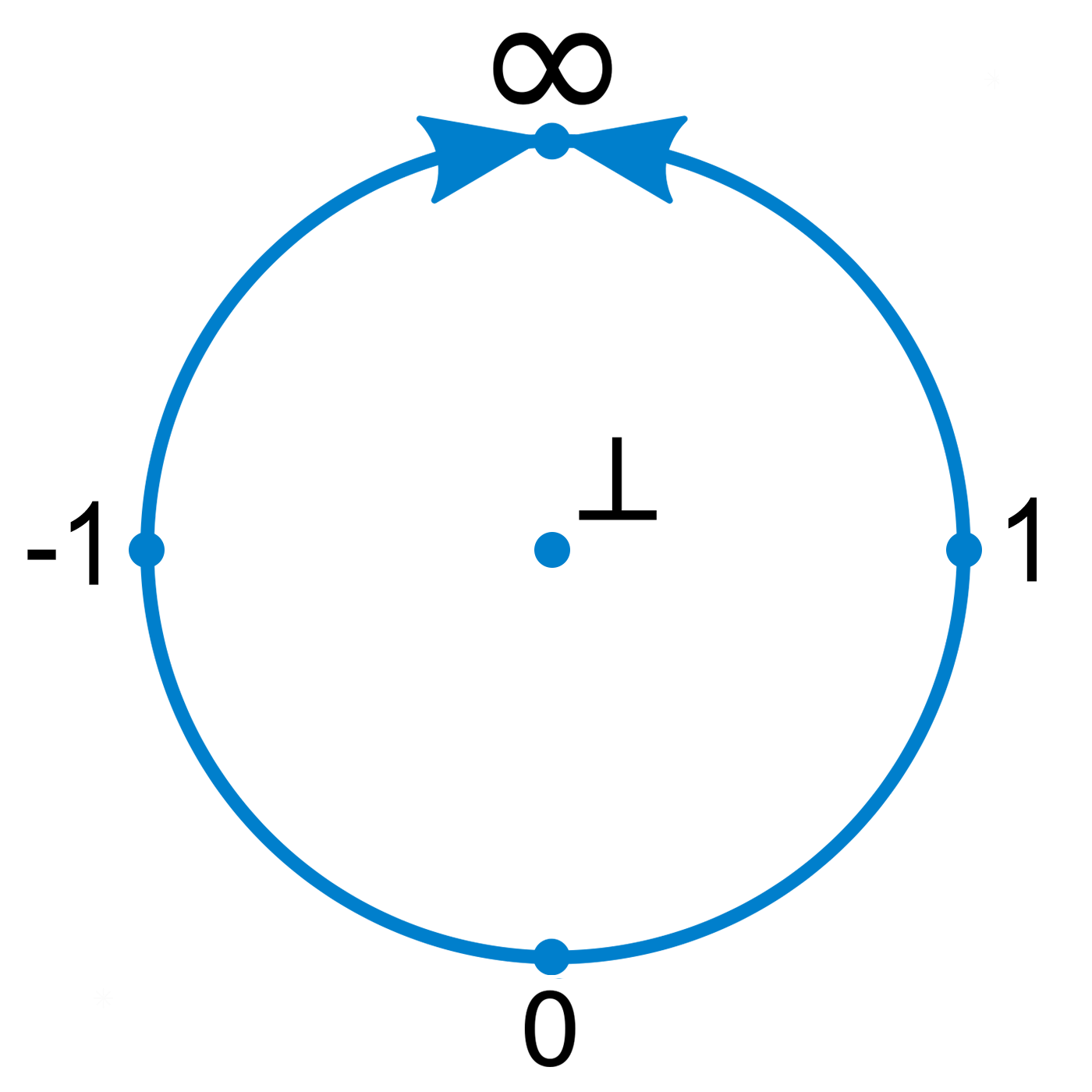
特別な点⊥を備えた実射影直線としての輪の模式図

数学における輪（りん、英: wheel）は、環に似た代数系で、除法が常に可能となる（特に零除算が意味を持つ）ようなものである。輪における除法は、通常の二項演算として理解することは諦めて、代わりに反転演算 •−1 と似た（しかし必ずしも一致しない）単項演算 /• を施した元を掛ける操作として考えることになる。通常の如く a/b は a ⋅ /b = /b ⋅ a の略記であるものと理解するが、通常の算術における規則を
- 一般には 0x ≠ 0 である；
- 一般には x − x ≠ 0 である；
- 一般には x/x ≠ 1 である

と言った形で緩める。この意味において /x は x の乗法逆元 x−1 とは一般には異なる。

## 輪における算術法則
より明確に、輪 W とは二つの可換かつ結合的な二項演算（加法 "+" と乗法 "⋅"）とそれぞれの単位元となる定数 0, 1 および単項演算 "/" の組 (W, +, 0, ⋅, 1, /) であって以下の法則を満足するものを言う。x, y, z は W の任意の元として
- /(xy) = /x ⋅ /y かつ //x = x,
- xz + yz = (x + y)z + 0z,
- (x + yz)/y = x/y + z + 0y,
- 0 ⋅ 0 = 0,
- (x + 0y)z = xz + 0y,
- /(x + 0y) = /x + 0y,
- 0/0 + x = 0/0.

さらに 1 + a = 0 を満たす元 a が存在する場合には、この a を用いて符号反転 −• = a ⋅ • および減算 x − y := x + (−y) を定義する。
さてこれらから、以下のような等式
- 0x + 0y = 0xy,
- x − x = 0x2,
- x/x = 1 + 0x/x

の成立が導かれる。故に x が 0x = 0 かつ 0/x = 0 を満たす場合に限り、通常の算術法則
- x − x = 0 および x/x = 1

が得られることになる。

## 輪の部分環
上記の如く減算の定義されている輪 W において、その部分集合 R = {x ∈ W  |  0x = 0} は常に可換環となり、逆に任意の可換環は適当な輪におけるこの形の部分集合として得られる。この可換環 R の元 x が R において可逆ならば x−1 = /x が成り立つ。即ち、x−1 が意味を持つ限りにおいてその値は /x に等しいのであるが、後者 /x は前者と異なり常に（特に x = 0 のときでさえ）存在するのである。
例えば、実数体を（あるいは任意の可換環でも同様に）拡張して輪にすることができる。またリーマン球面に一つの元 0/0 を添加して輪に拡張することができる。ここでリーマン球面はガウス平面に（任意の複素数 z ≠ 0 に対して ∞ = z/0 となる）一点 ∞ を添加して得るものである（が、リーマン球面では 0/0 は定義されず、輪に拡張してようやく定義されるのである）。